# Фоминская (станция)
Фоминская — железнодорожная станция в посёлке Фоминский Коношского района Архангельской области.

## Характеристика
Станция начала свою работу в 1911 году на действующей линии Коноша - Архангельск. Находится в посёлке Фоминский, а также неподалёку от деревни Фоминская. Оба населённых пункта относятся к сельскому поселению МО "Вохтомское", Коношского района Архангельской области. 
На станции рядом с действующим зданием вокзала также сохранилось и его старое деревянное здание. 
Расстояние от Москвы 732 км. Станция относится к Архангельскому региону Северной железной дороги.

## Пригородное сообщение
Через станцию проходят пригородный поезд Няндома - Коноша (1 пара поездов в сутки).

## Дальнее сообщение
По состоянию на декабрь 2018 года через станцию курсируют следующие поезда дальнего следования:
| № поезда      | Маршрут движения              | № поезда      | Маршрут движения              |
| ------------- | ----------------------------- | ------------- | ----------------------------- |
| 9             | Архангельск — Санкт-Петербург | 10            | Санкт-Петербург — Архангельск |
| 115 "Поморье" | Северодвинск — Москва         | 116 "Поморье" | Москва — Северодвинск         |
| 117 "Поморье" | Архангельск — Москва          | 118 "Поморье" | Москва — Архангельск          |
| 371           | Архангельск — Котлас          | 372           | Котлас — Архангельск          |

Остальные поезда, следующие через Фоминскую, проезжают станцию без остановки.